# (5672) Libby
(5672) Libby es un asteroide perteneciente al cinturón de asteroides, descubierto el 6 de marzo de 1986 por Edward Bowell desde la Estación Anderson Mesa (condado de Coconino, cerca de Flagstaff, Arizona, Estados Unidos).

## Designación y nombre
Designado provisionalmente como 1986 EE2. Fue nombrado Libby en honor a Eleanor W. Libby, fundadora y presidenta de la "Fundación Donald Waddell Ware", que ha proporcionado fondos para organizaciones de arte, museos, y la investigación del cáncer. La generosidad de Libby  ha facilitado el programa de visitas al Observatorio Lowell.

## Características orbitales
Libby está situado a una distancia media del Sol de 2,410 ua, pudiendo alejarse hasta 2,535 ua y acercarse hasta 2,285 ua. Su excentricidad es 0,051 y la inclinación orbital 10,21 grados. Emplea 1366 días en completar una órbita alrededor del Sol.

## Características físicas
La magnitud absoluta de Libby es 13,1. Tiene 6,602 km de diámetro y su albedo se estima en 0,183.